# Lazarus A.D.
Lazarus A.D. (с англ. — «Лазарь нашей эры») — американская трэш/грув-метал-группа из города Кеноша, основанная в 2005 году под первоначальным именем «Lazarus». «A.D.» было добавлено позднее во избежание потенциальных юридических проблем с другими группами, использующими то же название. За свою карьеру они выпустили два студийных альбома, The Onslaught (2007) и Black Rivers Flow (2011), и, несмотря на то, что они никогда не объявляли об официальном перерыве или роспуске, группа по большей части прекратила активность после смерти барабанщика Райана Шатлера в 2015 году.

## История
В 2007 году вышел дебютный альбом The Onslaught. Группа разослала самостоятельно выпущенный альбом многим известным метал-ориентированным звукозаписывающим компаниям. Лейблы отказали группе в подписании контракта. Позже одна из песен с альбома The Onslaught была добавлена в сборник Earache Records. Вскоре после этого альбом получил положительные отзывы в метал-андеграунде и привлёк внимание Metal Blade Records. Группа заключила контракт с Metal Blade, и The Onslaught был переиздан в 2009 году. Lazarus A.D. гастролировали в течение полутора лет для продвижения переиздания The Onslaught, поддержав Testament в их туре Formation of Damnation и Kreator в их туре Hordes of Chaos. После этого Lazarus A.D. возглавили свой тур по США при поддержке Lightning Swords of Death. Также в этот период группа делила сцену с тремя участниками «большой четвёрки» трэш-метала (Megadeth, Slayer и Anthrax), а также с другими исполнителями, такими как Judas Priest, Rob Zombie, Exodus, Napalm Death и Kataklysm.
Их второй студийный альбом, Black Rivers Flow, был выпущен 1 февраля 2011 года, и Lazarus A.D. гастролировали менее года для его продвижения, сначала поддерживая Death Angel в их туре в поддержку Relentless Retribution в США, за которым последовал совместный европейский тур с Bonded by Blood, а затем возвращение в США, где группа выступила на разогреве у Cavalera Conspiracy. Барабанщик группы Райан Шатлер внезапно скончался 17 мая 2015 года в Сакраменто, Калифорния в возрасте 28 лет. Хотя об официальном перерыве в музыкальной деятельности группы или её распаде никогда не объявлялось, Lazarus A.D. после смерти Шатлера практически прекратили активность.

## Музыкальный стиль
Звучание Lazarus A.D. охарактеризовывали как смесь трэш- и грув-метала с элементами традиционного хеви-метала.

## Состав
- Джефф Полик — ведущий вокал, бас-гитара (2005–2015)
- Дэн Гапен — соло-гитара, вокал (2005–2015)
- Алекс Лакнер — ритм-гитара (2005–2015)

### Бывшие участники
- Райан Шатлер — ударные (2005–2015, умер в 2015)

## Дискография
- Lazarus (демо) (2006)
- The Onslaught (2007)
- Black Rivers Flow (2011)